# Hildegard Diestelmann
Hildegard Diestelmann (* 10. April 1920; † 9. April 1989) war eine deutsche Schauspielerin.

## Leben
Über das Leben der 1920 geborenen Hildegard Diestelmann sind nur lückenhafte Informationen vorhanden. Sie übersiedelte 1955 mit ihrer Familie aus der Bundesrepublik Deutschland in die DDR. Hier stand sie in mehreren Filmen der DEFA und des Deutschen Fernsehfunks vor der Kamera. Ihr Ehemann Jochen Diestelmann (1922–1983) war ebenfalls Schauspieler, der gemeinsame Sohn Stefan Diestelmann (1949–2007) war in der DDR ein bekannter Bluesmusiker.
Hildegard Diestelmann starb 1989 einen Tag vor ihrem 69. Geburtstag.

## Filmografie
- 1956: Zar und Zimmermann
- 1957: Mazurka der Liebe
- 1958: Emilia Galotti
- 1959: Das Feuerzeug
- 1959: Kabale und Liebe
- 1961: Septemberliebe
- 1962: Die aus der 12b